# Torrelavega

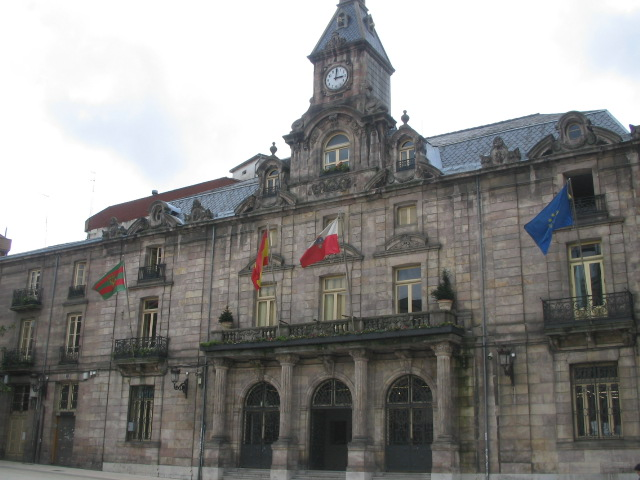
Rathaus von Torrelavega

Torrelavega ist eine Stadt in der Autonomen Region Kantabrien in Nordspanien.
Sie ist ein Industrie- und Wirtschaftszentrum der Region und Kreisstadt des Landkreises Besaya. Über zehn Prozent der Kantabrier leben in Torrelavega.

## Geografie
Torrelavega ist von den Gemeinden Cartes, Los Corrales de Buelna, Cieza, Arenas de Iguña, Bárcena de Pie de Concha, Molledo, Anievas und San Felices de Buelna umgeben, es ist acht Kilometer von der Küste und 27,5 km von der Provinzhauptstadt Santander entfernt.
Die Stadt befindet sich am Rand einer Gebirgskette. Das Gemeindegebiet liegt zwischen 12 und 606 Metern über dem  Meeresspiegel. Die Flüsse Saja und Besaya fließen in der Stadt zusammen.
In der Umgebung liegen nördlich: Santillana del Mar, Suances und Polanco, südlich: Los Corrales de Buelna und San Felices de Buelna, östlich: Piélagos und Puente Viesgo und westlich: Reocín und Cartes.

## Geschichte
Von der prähistorischen Besiedlung der Region zeugen mehrere Höhlen mit Felsenmalereien aus der Antike, wovon Puente Viesgo die bekannteste ist. Sie befinden sich an der Dobra-Spitze, wo sich auch der höchste Punkt des Stadtgebietes befindet (606 m über dem Meeresspiegel).
Torrelavega wurde Ende des 13. Jahrhunderts von Garcilaso I. de la Vega dem Älteren, Adelantado Mayor des kastilischen Königreichs, im Auftrag Alfons XI. gegründet.
Der Ortsname resultiert aus der Zusammenziehung von "Torre de la Vega". Diesen Turm (Torre) oder Burg ließ Leonor de la Vega, Tochter von Garcilaso II. de la Vega, der Jüngeren, und Mutter von Íñigo López de Mendoza, Marqués de Santillana, bauen, um die Privilegien und Steuereintreibung im Herrschaftsbereich der Familie zu sichern.
Im Mittelalter war Torrelavega ein Handelszentrum und Umschlagplatz, in dem Produkte aus Kastilien und aus Übersee zum Import und Export gehandelt wurden. Durch die Industrialisierung hat die Stadt ihre Rolle als Handelsstadt jedoch gänzlich verloren.
Torrelavega ist ein Beispiel für die Entstehung eines sozialen Brennpunktes, bedingt durch städtische Planungsfehler. Für die Beschäftigten der Bergwerke und verarbeitenden Betriebe wurden zur Hochzeit des Bergbaus riesige Arbeiterviertel gebaut. Auf Grund von steigenden Kosten für die Rohstoffgewinnung und billiger Konkurrenz aus Asien wurden die meisten Bergwerke geschlossen. Zur wirtschaftlichen Restrukturierung der Region warb man mit Hilfe von EU-Förderprogrammen erfolgreich moderne Dienstleistungsbetriebe und Hightech-Industrie an. Das qualifizierte Personal für diese neuen, gut bezahlten Arbeitsplätze ließ sich jedoch nicht aus der Gruppe der ehemaligen Bergarbeiter und Industriearbeiter rekrutieren. Diese fanden vor Ort meist keine Arbeit mehr und haben die Stadt teilweise verlassen. Die frei gewordenen Wohnungen wurden zum Großteil von Einwanderern aus Latein-Amerika und Osteuropa neu besetzt, die sich jedoch nur schwer in die Gesellschaft eingliedern können, während die materiell besser Gestellten die Innenstadt verlassen haben und in Neubausiedlungen außerhalb der Stadt wohnen. Damit ist Torrelavega einerseits ein prosperierender regionaler Wirtschaftsmotor, der für einen beachtlichen Teil der Region Arbeitsplätze bietet, anderseits existiert ein innerstädtischer sozialer Brennpunkt mit einer Bevölkerung, die nicht in den örtlichen Arbeitsmarkt integriert ist.

## Wirtschaft
Torrelavega ist nach Santander das zweitgrößte Wirtschaftszentrum der autonomen Region Kantabrien. Des Weiteren ist Torrelavega Kongress- und Messestadt.
Der Landkreis Besaya ist einer von drei Industriestandorten in Kantabrien. Internationale Industriekonzerne wie esco, Solvay, Sniace und Firestone sind hier vertreten und ziehen viele Arbeiter aus der Umgebung an. Bis zum Jahre 2003 wurde Zink gefördert. 2003 wurden 9,47 % des kantabrischen BIPs in Torrelavega erwirtschaftet, das dabei nur von der Provinzhauptstadt Santander (39,18 %) übertroffen wurde und 0,6 % mehr als im Jahr 2000 (damals 8,87 %) erreichte.
Da die Stadt von großen Chemiebetrieben statt Feldern umgeben ist und auch der Dienstleistungsbereich eine große Rolle spielt, ist die Landwirtschaft in Torrelavega quasi nicht präsent. Die Stadt ist lediglich Domizil für den Nationalen Viehmarkt Torrelavega, einen von vier Viehgroßmärkten Spaniens, in der Metzger und Bauern Zucht- und Schlachtvieh erwerben.

## Verkehr
- Die Stadt wird von zwei verschiedenen Bahngesellschaften (RENFE und FEVE) angefahren, deren Bahnhöfe weit auseinander in verschiedenen Ortsteilen liegen, und ist in das S-Bahn Netz von Santander (Linie C 1) integriert. Ein Busbahnhof bietet Fernbusverbindungen in diverse spanische Städte.
- Die Stadt ist an zwei Autobahnen angebunden. Die Autovía A-67 führt von Santander nach Palencia. Die Autovía A-8 (Europastraße 70) führt Richtung Osten über Bilbao und San Sebastian nach Frankreich und Richtung Westen nach Asturien und Galicien.
- Der Flughafen Santander ist ca. 25 km entfernt.

## Sehenswürdigkeiten
Auch wenn die Stadt nicht weit vom Meer entfernt liegt, handelt es sich um eine Industriestadt, die für einen Urlauber zur Besichtigung völlig uninteressant ist und folglich in manchen Reiseführern unerwähnt bleibt. Es gibt jedoch ein paar alte Kirchen und Industrieanlagen, die unter Denkmalschutz stehen.

## Natürliche Ressourcen
- Auf dem Dobra-Berg hat man in 200 m Höhe einen guten Ausblick auf das Stadtgebiet.
- Der Park Viesca am Ufer des Flusses Besaya dient als Naherholungsgebiet, außerdem dienen die Parks Manuel Barquín und Pedrosa als grüne Lungen in der Stadt.
- Die Flüsse Besaya und Saja fließen in dieser Stadt zusammen und laufen durch eine Dünenlandschaft in das kantabrische Meer. Der Fluss Besaya gehört zu den größten Flüssen in Kantabrien und entspringt in der Campoo-Region bei Reinosa.
- Flora und Fauna

Da sich die Stadt an einem Flussdelta befindet und nicht weit von der Küste entfernt ist, sind hier viele Seevogelarten zu Hause, die ein Hygieneproblem sind. Dieses Problem versucht man durch eine systematische Anpflanzung von Bäumen und technische Einrichtungen zu beheben, die diese Vögel an andere Plätze locken sollen.

## Kultur
Mitte August feiert der Ort das Fest zu Ehren der Virgen Grande mit einer schönen Blumengala und einem Kutschenumzug.

## Bildungseinrichtungen
In Torrelavega gibt es die juristische Fakultät der Universität von Kantabrien (Campus de la sección de Relaciones Laborales de la Facultad de Derecho de Cantabria) und eine Hochschule für Bergbau.
Weiter gibt es eine Sprachschule, in der Kurse für Französisch, Englisch und Deutsch angeboten werden. Des Weiteren gibt es ein Konservatorium für Musik.

## Gastronomie
Torrelavega ist bekannt für Polkas, einen Blätterteig-Kuchen mit einer süßen Creme.

## Sport
- Volleyball: Die Frauenmannschaft aus Torrelavega spielte zwischen 1989 und 1999 in der ersten Liga.
- Radsport: Vicente Trueba, bekannt als „Floh von Torrelavega“; Óscar Freire; zahlreiche Etappen der Vuelta a España (Spanienrundfahrt) starteten in Torrelavega.
- Fußball: Vereine Gimnástica de Torrelavega und Tropezón de Tanos
- Basketball: Die Lobos Caja Cantabria stiegen im Jahre 1997 in die oberste Liga auf und zogen im Jahre 2005 nach Santander um.
- Handball: Der Club Deportivo Torrebalonmano ist in Spaniens erster Liga vertreten.

## Städtepartnerschaften
Partnerstädte von Torrelavega sind Rochefort (Charente-Maritime) in Frankreich, La Habana Vieja in Kuba und Zug in der Demokratischen Arabischen Republik Sahara.

## In Torrelavega geboren
- Manuel Gutiérrez Aragón (* 1942), Filmregisseur und Drehbuchautor
- Rafael Barrett (1876–1910), Essayist
- Francisco de Ceballos y Vargas (1814–1883), Offizier und Politiker
- Juan José Cobo (* 1981), Radrennfahrer
- Óscar Freire (* 1976), Radrennfahrer
- Alfonso de Galarreta (* 1957), Bischof der Priesterbruderschaft St. Pius X.
- Pachín (1938–2021), Fußballspieler
- Manolo Saiz (* 1959), Radsportmanager
- Daniel Sordo (* 1983), Rallyefahrer
- Antonio Tomás (* 1985), Fußballspieler
- Fermín Trueba (1914–2007), Radrennfahrer
- Vicente Trueba (1905–1986), Radrennfahrer